# Vandenberg AFB Launch Facility 07
Vandenberg AFB Launch Facility 07 (LF-07, früher 394A6, ursprünglich ein Minuteman 394 SMS Silo) ist ein Raketensilo auf der Vandenberg Air Force Base in Kalifornien, USA.
Das Silo wurde in den 1960er bis 1980er Jahren zu Forschungs- und Erprobungsstarts der Minuteman-Rakete verwendet.

## Startliste
| Datum              | Zeit (UTC) | Raketentyp  | Nutzlast                                           | Anmerkungen    |
| ------------------ | ---------- | ----------- | -------------------------------------------------- | -------------- |
| 24. Mai 1963       |            | Minuteman 1 | Minuteman 1B 658                                   | Erprobungsflug |
| 29. August 1963    |            | Minuteman 1 | Minuteman 1B 625                                   | Erprobungsflug |
| 4. Oktober 1963    |            | Minuteman 1 | Minuteman 1B 695                                   | Erprobungsflug |
| 27. November 1963  |            | Minuteman 1 | Minuteman 1B 842                                   | Testflug       |
| 10. Januar 1964    |            | Minuteman 1 | Minuteman 1B 883                                   | Testflug       |
| 6. März 1964       |            | Minuteman 1 | Minuteman 1B 686                                   | Testflug       |
| 13. April 1964     | 19:00      | Minuteman 1 | Minuteman 1B 734                                   | Testflug       |
| 25. Mai 1964       |            | Minuteman 1 | Minuteman 1B 889                                   | Testflug       |
| 9. Juli 1964       | 19:00      | Minuteman 1 | Minuteman 1B 973                                   | Testflug       |
| 25. August 1964    |            | Minuteman 1 | Minuteman 1B 989                                   | Testflug       |
| 29. September 1964 |            | Minuteman 1 | Minuteman 1B 994                                   | Testflug       |
| 6. November 1964   |            | Minuteman 1 | Minuteman 1B 848                                   | Testflug       |
| 18. Dezember 1964  |            | Minuteman 1 | Minuteman 1B 1057                                  | Testflug       |
| 8. März 1965       |            | Minuteman 1 | Minuteman 1B 1132                                  | Testflug       |
| 18. Mai 1965       |            | Minuteman 1 | Minuteman 1B 1115                                  | Testflug       |
| 6. Juli 1965       |            | Minuteman 1 | Minuteman 1B 1069                                  | Testflug       |
| 11. Februar 1966   |            | Minuteman 1 | Minuteman 1B 1387                                  | Testflug       |
| 15. April 1966     |            | Minuteman 1 | Minuteman 1B 1312                                  | Testflug       |
| 17. Mai 1966       |            | Minuteman 1 | Minuteman 1B 1314                                  | Testflug       |
| 26. Juli 1966      |            | Minuteman 1 | Minuteman 1B 1219                                  | Testflug       |
| 29. August 1966    | 19:05      | Minuteman 1 | Minuteman 1B 1197                                  | Testflug       |
| 21. Oktober 1966   | 20:35      | Minuteman 1 | Minuteman 1B 914                                   | Testflug       |
| 22. Dezember 1966  |            | Minuteman 1 | Minuteman 1B 1128 Flight Testflug/ salvo launch    |                |
| 7. Februar 1967    |            | Minuteman 1 | Minuteman 1B 893                                   | Testflug       |
| 7. März 1967       |            | Minuteman 1 | Minuteman 1B (64-002)                              | Testflug       |
| 27. April 1967     |            | Minuteman 1 | Minuteman 1B 1193                                  | Testflug       |
| 31. Mai 1967       |            | Minuteman 1 | Minuteman 1B 726                                   | Testflug       |
| 5. Juli 1967       |            | Minuteman 1 | Minuteman 1B 1126 FOT GB40                         | Testflug       |
| 22. September 1967 | 02:28      | Minuteman 1 | Minuteman 1B 831 FOT GB47                          | Testflug       |
| 14. November 1967  | 14:20      | Minuteman 1 | Minuteman 1B 1215 FOT GB51                         | Testflug       |
| 18. Dezember 1967  |            | Minuteman 1 | Minuteman 1B 1114 FOT GT01B                        | Testflug       |
| 24. März 1969      |            | Minuteman 1 | Minuteman 1B 791 FOT GT33B                         | Testflug       |
| 23. April 1969     |            | Minuteman 1 | Minuteman 1B 1090 FOT GT35B                        | Testflug       |
| 18. Juni 1969      |            | Minuteman 1 | Minuteman 1B 1285 FOT GT37B                        | Testflug       |
| 23. Juli 1969      |            | Minuteman 1 | Minuteman 1B 1140 FOT GT41B                        | Testflug       |
| 11. September 1969 | 01:05      | Minuteman 1 | Minuteman 1B 1137 FOT GT36B                        | Testflug       |
| 21. Oktober 1969   |            | Minuteman 1 | Minuteman 1B 1134 FOT GT45B                        | Testflug       |
| 5. Dezember 1969   | 22:40      | Minuteman 1 | Minuteman 1B 1068 FOT GT50B                        | Testflug       |
| 25. Februar 1970   |            | Minuteman 1 | Minuteman 1B 855 FOT GT53B                         | Testflug       |
| 23. März 1970      |            | Minuteman 1 | Minuteman 1B 1094 FOT GT63B                        | Testflug       |
| 5. Mai 1970        | 03:50      | Minuteman 1 | Minuteman 1B 1330 FOT GT64B                        | Testflug       |
| 8. Juni 1970       | 23:00      | Minuteman 1 | Minuteman 1B 1242 FOT GT72B                        | Testflug       |
| 25. September 1970 |            | Minuteman 1 | OT GT76B                                           | Testflug       |
| 8. Februar 1971    |            | Minuteman 1 | FOT GT91B                                          | Testflug       |
| 26. April 1971     |            | Minuteman 1 | FOT GT93B                                          | Testflug       |
| 18. Juni 1971      |            | Minuteman 1 | FOT GT94B                                          | Testflug       |
| 3. August 1971     |            | Minuteman 1 | FOT GT96B                                          | Testflug       |
| 8. September 1971  |            | Minuteman 1 | FOT GT97B-1                                        | Testflug       |
| 13. Juni 1972      |            | Minuteman 2 | OBL/GIANT PATRIOT 1 test                           |                |
| 26. Juli 1972      | 05:10      | Minuteman 2 | Minuteman 2 Destruct test OBL/GIANT PATRIOT 2 test |                |
| 22. Dezember 1972  | 04:55      | Minuteman 2 | FOT GT111M                                         | Testflug       |
| 27. Juni 1973      |            | Minuteman 2 | FOT GT114M                                         | Testflug       |
| 3. Oktober 1973    | 06:30      | Minuteman 2 | FOT GT116M                                         | Testflug       |
| 28. März 1974      | 04:00      | Minuteman 2 | FOT GT117M-1                                       | Testflug       |
| 16. September 1975 |            | Minuteman 2 | FOT GT123M-1                                       | Testflug       |
| 29. Januar 1976    |            | Minuteman 2 | FOT GT125M                                         | Testflug       |
| 9. Juni 1976       |            | Minuteman 2 | FOT GT127M                                         | Testflug       |
| 26. August 1976    |            | Minuteman 2 | FOT GT129M                                         | Testflug       |
| 1. Februar 1977    |            | Minuteman 2 | FOT GT132M                                         | Testflug       |
| 30. November 1977  |            | Minuteman 2 | FOT GT135M                                         | Testflug       |
| 16. November 1978  |            | Minuteman 2 | FOT GT130M-2                                       | Testflug       |
| 23. März 1979      |            | Minuteman 2 | FOT GT137M                                         | Testflug       |
| 13. Dezember 1979  |            | Minuteman 2 | FOT GT139M                                         | Testflug       |
| 10. November 1987  | 02:10      | Minuteman 2 | FAILURE: Failure. FOT GT149M                       | Testflug       |